# Liutici
I Liutici o Lutici (in lingua tedesca: Liutizen o Lutitzen o Luitizen) erano un ramo della stirpe originale degli slavi nord-occidentali, che nel medioevo abitavano la parte sud-occidentale dell'attuale Meclemburgo-Pomerania Anteriore e quella settentrionale dell'attuale Brandeburgo. Contrariamente ai loro vicini essi non svilupparono alcuno stato feudale centralizzato e si opposero alla cristianizzazione.

## Inquadramento etnico e linguistico

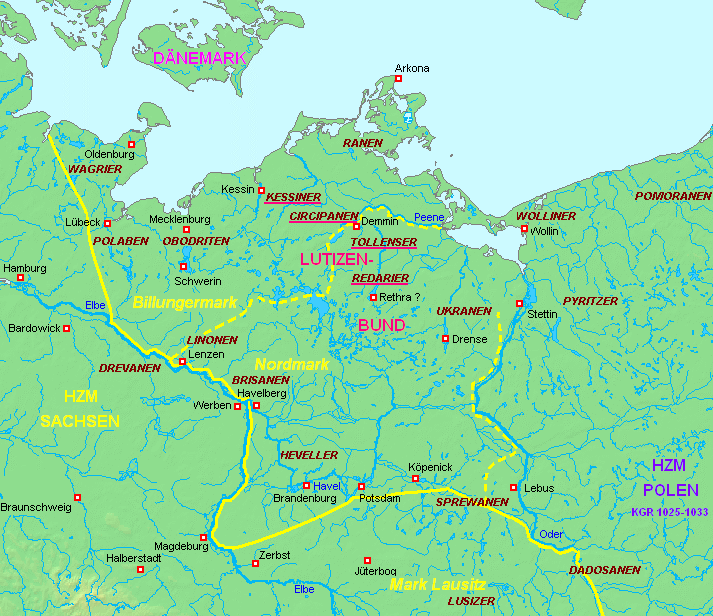
La lega dei Liutici (La stirpe originale sottolineata in rosso) 983-1056/57

I Liutici appartenevano in parte alle tribù slave dell'Elba e del Baltico, note anche come Venedi, e in parte alle tribù slave occidentali.
Risultano citati per la prima volta nell'opera di Adamo da Brema nel 991.
Essi parlavano la lingua polaba e suoi dialetti.

## La suddivisione in sottostirpi
I quattro nuclei centrali della stirpe dei Liutici diedero origine agli Zirzipani, ai Redari, ai Tollensani e ai Chizzini, che nel medioevo risiedevano negli ampi territori intorno ai fiumi Peene e Tollensee. Con i Liutici si erano associati anche gli Evelli del sud. Centro della zona occupata dai Liutici era Rethra (anche Riedegost).

## Organizzazione delle alleanze
L'Unione fra queste sottostirpi prevedeva anche assemblee popolari, ma nessun comando centrale. Le tribù conservavano anche la loro ampia autonomia, ma si accordavano fra loro specialmente sulle questioni militari.
Questa circostanza li caratterizzava rispetto ai popoli vicini, presso i quali vigeva un potere (da parte di nobili) centrale nel territorio del loro stato, e faceva di loro anche un oggetto per l'espansione, specialmente da parte dei sassoni e dei polacchi.

## Religione
La stirpe dei Liutici praticava una religione fortemente orientata alla natura ed il loro culto era una variante di quello che derivava dalla religione originale slava prima della cristianizzazione. 
In diversi templi locali venivano venerate divinità policefale, vi erano oracoli e riti sacrificali. Il santuario principale era il tempio di Rethra, ove era venerato Svarožić (Il nome del tempio e della divinità, Riedegost, scritto in diversi modi, erano spesso scambiati). 
In Rethra c'era un oracolo nel quale un santo destriero bianco era utilizzato come medium. Oracoli analoghi sono noti nel santuario del dio Svantevit presso Arkona, nel principato dei Rani, ed in quello dei pomerani presso Stettino, dedicato al dio Triglaw. È anche documentata una vittima umana in Rethra, cioè il vescovo meclemburghese Giovanni nel 1066.

## Periodo aureo dell'unione (983-1050)
I Liutici furono coinvolti nella guida nella grande rivolta degli slavi del 983, che ebbe origine dal santuario di Rethra. Già in precedenza avevano dovuto difendersi dagli sforzi dell'imperatore Ottone II, per sottomettere al dominio tedesco i territori ad est del fiume Elba.
L'imperatore Ottone II li combatté ancora, in parte con il sostegno dei polacchi del duca Boleslao I, in una campagna militare del 995, però il suo successore Enrico II poté utilizzarli a Quedlinburg nel 1003 come alleati proprio contro Boleslao I e nel 1005 e nel 1017 vincere il medesimo. L'alleanza con i tedeschi contro i polacchi non durò tuttavia a lungo e già nel 1036 e nel 1045 vi furono campagne militari tedesche nel territorio dei Liutici, al termine delle quali l'esercito sassone fu totalmente sconfitto.
I Liutici, grazie a questo successo, si rafforzarono nei loro usi pagani, come pure accadde agli Obodriti.

## Crollo dell'Unione e declino della stirpe
Una guerra civile fra i Liutici verso gli anni '50 dell'XI secolo mutò la situazione. I Redari ed i Tollensani, per rafforzare la loro posizione di predominio, chiesero aiuto agli Obroditi, che sottomisero alla loro alleanza i Chizzini e i Circipani. Una campagna militare diretta dal vescovo Burcardo II di Halberstadt condusse alla distruzione di Rethra nell'inverno fra il 1067 ed il 1068. Il giovane re (e futuro imperatore) Enrico IV si mosse contro i Liutici nell'inverno del 1069 e volle consolidare il successo del vescovo Burcardo. I duchi sassoni condussero ulteriori campagne militari nei territori Liutici negli anni 1100, 1114, 1121 e 1123.
Anche i danesi ed i pomerani, che non si trovavano più sotto il dominio polacco, condussero campagne militari contro i Liutici, ed i secondi si spinsero fino al 1128 verso gli Zirzipani ed incorporarono la parte meridionale della futura Pomerania Anteriore nel loro ducato dei Greifen.
Nel 1147 la crociata dei Venedi annunciò la fine dei pagani Liutici. Le loro terre entrarono, come territori dei ducati di Pomerania e Meclemburgo (parte orientale) e della Marca brandeburghese (parte settentrionale) nell'orbita del Sacro Romano Impero, i cui popoli, già decimati nei numerosi anni di guerra, erano stati assimilati nel corso della Campagna di germanizzazione dell'Europa orientale, dai coloni sassoni.